# That's Life (album Frank Sinatra)
That's Life è un album del crooner statunitense Frank Sinatra, pubblicato nel 1966 dalla Reprise Records.

## Il disco
Dopo il successo strabordante di Strangers in the Night, That's Life ne raggiunse un altro simile: con una canzone soft rock/traditional pop music in puro stile Ray Charles Sinatra si assicura di nuovo le classifiche. Tuttavia l'album è, dal punto di vista della critica, decisamente scadente: canto rauco, canzoni banali, impegno approssimativo. Ma, d'altro canto, la canzone eponima è diventata una delle più significative di Sinatra ed ha raggiunto la quarta posizione nella classifica Billboard Hot 100.

## Tracce
1. That's Life - 3:10 - (Gordon, Kay)
2. I Will Wait for You - 2:19 - (Demy, Gimbel, Legrand)
3. Somewhere My Love (Lara's Theme) - 2:19 - (Jarre, Webster)
4. Sand and Sea - 2:29 - (Bécaud, David, Vidalin)
5. What Now My Love - 2:32 - (Bécaud, Leroyer, Sigman)
6. Winchester Cathedral - 2:38 - (Stephens)
7. Give Her Love - 2:14 - (Harbert)
8. Tell Her (You Love Her Each Day) - 2:42 - (Ward, Watkins)
9. The Impossible Dream (The Quest) - 2:34 - (Darion, Leigh)
10. You're Gonna Hear from Me - 2:51 - (Previn, Previn)

## Musicisti
- Frank Sinatra - voce;
- Ernie Freeman - arrangiamenti;
- Ronnie Barron - organo